# Palazzo Agostino e Benedetto Viale
Il palazzo Agostino e Benedetto Viale è un edificio storico italiano, sito in salita Pollaiuoli 12, nel centro storico di Genova. È uno dei Palazzi dei Rolli designati, al tempo della Repubblica di Genova, a ospitare gli ospiti di alto rango per conto del governo, durante le visite di stato.
Dal 2002 l'edificio è sottoposto a vincolo di tutela da parte della soprintendenza.

## Storia

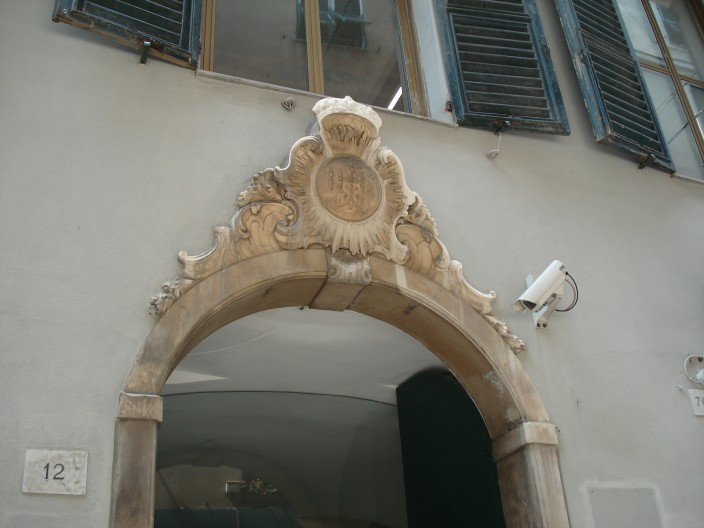
Particolare del portale

L'edificio sorge nel centro storico genovese, nella sua parte più antica, quella interna alle mura dell'IX e del XII secolo. La conformazione moderna è frutto dell'accorpamento novecentesco di due antichi edifici: il palazzo sulla piazza eretto su preesistenze risalenti al XIII secolo, e una casa attigua, originariamente posta su via Canneto il Lungo (ex civico 33). I due edifici, in origine separati da un angusto viottolo, furono uniti in una singola unità nel corso del XX secolo, incorporando lo spazio occupato dal vicolo, ma mantenendo molte delle caratteristiche architettoniche delle strutture originali.
Una ricerca sui palazzi dei Rolli effettuata dell'Università di Genova, ha ipotizzato che il palazzo potesse essere la casa di Stefano Turri in piazza Joardi (poi salita Pollaiuoli), inclusa tra quelle "ora tralasciate per essere piccole". L'indagine condotta in occasione della redazione del decreto di vincolo architettonico (2002), invece, ha portato all'individuazione di due documenti storici certi: il primo, del 22 gennaio 1610, riguardava la richiesta di "reparare" una casa di Paride Monteborgo in piazza dei Gioiardi, con incluso il disegno redatto dall'architetto Gio Aycardo nel quale sono indicati i muri perimetrali e i confini viari, corrispondenti in larga parte all'edificio conservato in epoca moderna. Il secondo documento, del 5 luglio 1620, indicava come fosse in corso sull'edificio un intervento per il quale Monteborgo chiedeva ai Padri del Comune di ricostruire un balcone "nella medesima grandezza e sporto", ma "situato alquanto più basso".
Nella seconda metà del XVII secolo si decise la realizzazione della moderna piazza dei Pollaiuoli. In quell'epoca il palazzo risultava descritto in un documento dell'8 maggio 1701 come "casa dell'Illustrissimo Benedetto Viale". È proprio con l'iniziativa dei dogi Benedetto Viale (1719-1721) e Agostino Viale (1750-1752) che l'edificio giunse in parte alla sua moderna configurazione, dato il nuovo impianto prospettico ottenuto con l'ampliamento della piazza dei Gioardi (piazza Pollaiuoli).
L'edificio fu nuovamente citato nell'estimo del 1798 della Repubblica Ligure. Nel testo risultava descritto come "casa di 2 appartamenti in 4 piani e 6 botteghe", di proprietà di Torre Agostino q. Giuseppe. Nel medesimo estimo è citato anche il secondo edificio, all'epoca di proprietà di Paolo Francesco Spinola, descritto come "casa dei mezzani e 1 bottega".
Ancora nel catasto unitario, cessato nel 1907, i due edifici risultavano indicati come due unità immobiliari separate. Il palazzo, a quell'epoca nelle proprietà di Carolina Adorno in Durazzo, è ivi descritto come "casa d'abitazione con quattro botteghe, consistente in 24 vani distribuiti su sei piani, con accesso dal civico 12 di Salita Pollaiuoli". La casa a mezzani, invece, all'epoca di proprietà di Maddalena Roncailo fu Luigi ved. Giovanni Bonami, risultava descritta come "casa di abitazione con bottega e terrazzo", divisa in sei piani e dodici vani, con ingresso in via Canneto il Lungo 33 (attuali civici 93-95r).
Nel corso del XX secolo il palazzo di Benedetto e Agostino Viale di salita Pollaiuoli fu accorpato con la casa adiacente di via Canneto il Lungo, integrando nello spazio anche il vicolo. Mentre la facciata fu oggetto di un restauro conservativo nella seconda metà del Novecento, evidenziando il fastigio del portale settecentesco.

## Descrizione
Il palazzo presenta tratti architettonici e divisioni spaziali tipici delle residenze genovesi seicentesche, oltre a elementi trecenteschi. Le ristrutturazioni novecentesche, invece, hanno conferito ulteriori elementi tipici del centro storico genovese, con le botteghe al piano terra e abitazioni o uffici ai piani superiori.
La facciata su salita Pollaiuoli è strutturata in 5 piani. È divisa orizzontalmente con cornice plastica modanata in corrispondenza col secondo piano, e con una cornice meno sporgente tra il terzo e il quarto piano. L'accesso al palazzo è costituito da un portale in marmo bianco con fastigio settecentesco.
La facciata della casa su via Canneto il Lungo è strutturata in 6 piani. È divisa orizzontalmente con cornice lapidea su mensole e con una cornice in pietra nera al quarto piano, di chiare origini medievali.
L'accorpamento novecentesco dei due edifici ha visto l'unione dei due vani scala con la creazione di una nuova rampa collocata in corrispondenza del precedente vicolo e la chiusura dell'atrio della casa su via Canneto il Lungo. Il vano scale su salita Pollaiuoli presenta: sino al primo piano una doppia rampa, con copertura a crociere e una colonna con balaustra in marmo; dal primo piano, dopo un ballatoio, una singola rampa, con volta a botte e modanature; dal secondo piano, nuovamente una doppia rampa, in asse perpendicolare alla facciata, con struttura in legno e parapetto ferreo. Il vano scale su via Canneto il Lungo ha accesso da un corridoio, corrispondente all'antico vicolo e comunicante col ballatoio fra primo e secondo piano. La scala a doppia rampa, con copertura piana e struttura in ferro e mattoni, fu realizzata nel XX secolo.
L'edificio nel suo complesso, oltre ad elementi medievali trecenteschi, conserva internamente significativi ambienti caratterizzati da volte (a crociera, a botte, a padiglione) di chiare origini seicentesche.